# フォレスト三日市
フォレスト三日市（フォレストみっかいち）は、大阪府河内長野市の南海電気鉄道高野線三日市町駅に隣接する再開発ビルである。

## 概要
三日市駅前西地区第2種市街地再開発事業の中核施設として建設され、2005年7月29日に開業した。1階と2階はスーパーマーケットや飲食店などがあり、3階は河内長野市の公共施設がある。
特にスーパーマーケットのサンプラザは、同系列では南河内地区で最大規模の売り場面積を有する。開設当初は国道371号（旧道）沿いから移設された三日市窓口センター（河内長野市市役所出張所）があり住民票交付などの業務を行ってたが、2017年3月31日に廃止されている。
地下1階は、一時利用と月極めの駐輪場、4階から6階は一時利用の駐車場となっている。

## 主なテナント
地下1階
- 駐輪場[1]
- 管理事務所

1階
- サンプラザ

2階
- サンプラザ
- 河内長野市立健康支援センター（ウェルネス フォレスト三日市）[4]

3階
- 河内長野市立健康支援センター（ウェルネス フォレスト三日市）[1][4]
- 河内長野市立三日市市民ホール[5]
- 河内長野市立乳幼児健診センター[1]

4 - 6階
- 立体駐車場[1]

## かつてあった施設
- 三日市窓口センター[1][6]
- 情報コーナー[1]

## 沿革
1970年代から三日市町駅周辺の宅地開発が相次いで行われ、1990年代には三日市町駅は1日の乗降客数が20,000人台に達したが、駅周辺は幅員の狭い道路が多いことや、木造住宅が密集して利便性や安全性が十分とはいえない状況だった。そこで、市は1998年8月28日に駅周辺の都市計画を決定する。その後、 2003年10月に再開発ビルの建築工事を着手、2005年7月29日に再開発ビル（フォレスト三日市）が開業した。
年表
- 1998年8月28日[要出典] - 三日市町駅周辺の都市計画を決定[1]。
- 2003年10月 - 三日市駅前西地区第2種市街地再開発事業の中核施設として、再開発ビル建築工事着手[1]。
- 2005年6月 - 再開発ビル建築工事竣工[要出典]。
- 2005年7月29日 - 再開発ビル（フォレスト三日市）が開業[1]。
- 2007年3月31日 - 駅西側にバスターミナルを整備。再開発事業が完了[要出典]。

## 交通アクセス
- 南海高野線三日市町駅からペデストリアンデッキで直結。
- 国道371号（旧道）三日市南交差点から東へ200m。駐車場は入庫後30分は無料、以後20分毎に100円、店舗や施設の利用で最大2時間までの無料サービスがある[7]。